# Dmitri Prígov
Dmitri Aleksàndrovitx Prígov, rus: Дми́трий Алекса́ндрович При́гов (1940-2007) va ser un artista, un poeta, un teòric i un dels líders del moviment conceptualista de Moscou durant l'època soviètica. Ha tingut una influència directa sobre els artistes del nou segle amb les seves instal·lacions i els seus models de discursos artístics, les seves videoperformances, en què interpreta diversos personatges, i els seus diferents rols en la vida real.